# Красотин, Николай Аркадьевич
Красотин Николай Аркадьевич (19 декабря 1927, Днепропетровск — 22 сентября 1989, Киев) — советский скульптор.

## Биография
Родился 19 декабря 1927 года в городе Днепропетровск.
Участник Великой Отечественной войны.
В 1951 году окончил Днепропетровское художественное училище. В 1957 году окончил Киевский художественный институт (учителя по специальности — М. Лысенко, О. Олейник, И. Макогон, И. Шерстобит, Б. Свердлов, О. Жирадков). Член Союза художников УССР с 1963 года.
Умер 22 сентября 1989 года в Киеве.

## Творческая деятельность
Работал в отрасли станковой, монументальной и декоративной скульптуры. С 1957 года участвовал в республиканских выставках.
Отдельные работы хранятся в Национальном историко-этнографическом заповеднике «Переяслав» (Киевская область), Мануйловском литературно-мемориальном музее М. Горького (Полтавская область).

### Основные произведения
- М. Горький (1959);
- Буревестник (1960);
- В солдатах (1964, стеклоцемент, в соавторстве с Михаилом Декерменджи);
- Севастополь (1965);
- Монумент «Победа» (1968, Кривой Рог, в соавторстве с Евгением Горбанем и Борисом Климушко) и другие.